# Istanbul Park
Istanbul Park er et tyrkisk motorsportsanlæg beliggende ved landsbyen Akfırat, på den østlige og asiatiske side af Istanbul. Fra åbningen i 2005 til og med 2011 blev Tyrkiets Grand Prix i Formel 1-serien kørt her.
I 2007 blev Istanbul Park af Formel 1-chefen Bernie Ecclestone kaldt for "verdens bedste racerbane".

## Historie
Første spadestik til anlægget blev taget i 2004, og er designet af den tyske arkitekt Hermann Tilke. Banen er placeret nord for Motorvej 4, tæt på Sabiha Gökçen International Airport, og er omgivet af bakker og skov. De samlede omkostninger ved byggeriet var 1,8 milliarder kroner.

### Formel 1
Det første Formel 1 grand prix i Tyrkiet, Tyrkiets Grand Prix, blev kørt 21. august 2005, med finnen Kimi Räikkönen som vinder. Ud af de syv Formel 1-løb som er kørt på banen, har Felipe Massa vundet de tre.
I 2012 afviste den tyrkiske premierminister Recep Tayyip Erdoğan, at staten skulle være med til at finansiere løbet i 2012-sæsonen, og de tyrkiske arrangører manglede derfor 75 millioner kr., ud af de 125 millioner som det kostede at være arrangør af et grand prix. En af årsagerne var blandt andet, at løbene de foregående år ikke havde haft den forventede interesse fra tilskuere. Dette var selvom der var lavet en længerevarende aftale mellem Formula One Group og banen.

#### Vindere af Formel 1 i Istanbul
| År   | Vinder           | Konstruktør      | Tid           | Banelængde | Runder | Fart         | Dato       |
| ---- | ---------------- | ---------------- | ------------- | ---------- | ------ | ------------ | ---------- |
| 2005 | Kimi Räikkönen   | McLaren-Mercedes | 1:24:34,454 t | 5,338 km   | 58     | 219,497 km/t | 21. august |
| 2006 | Felipe Massa     | Ferrari          | 1:28:51,082 t | 5,338 km   | 58     | 208,903 km/t | 27. august |
| 2007 | Felipe Massa     | Ferrari          | 1:26:42,161 t | 5,338 km   | 58     | 214,081 km/t | 26. august |
| 2008 | Felipe Massa     | Ferrari          | 1:26:49,451 t | 5,338 km   | 58     | 213,809 km/t | 11. maj    |
| 2009 | Jenson Button    | Brawn-Mercedes   | 1:26:24.848 t | 5,338 km   | 58     | 214,823 km/t | 7. juni    |
| 2010 | Lewis Hamilton   | McLaren-Mercedes | 1:28:47.620 t | 5,338 km   | 58     | 209,066 km/t | 30. maj    |
| 2011 | Sebastian Vettel | Red Bull-Renault | 1:30:17,558 t | 5,338 km   | 58     | 205,734 km/t | 8. maj     |